# Каліна-Мала
Каліна-Мала (пол. Kalina Mała) — село в Польщі, у гміні Мехув Меховського повіту Малопольського воєводства.
Населення — 373 особи (2011).
У 1975-1998 роках село належало до Келецького воєводства.

## Демографія
Демографічна структура станом на 31 березня 2011 року:
|          | Загалом | Допрацездатний вік | Працездатний вік | Постпрацездатний вік |
| -------- | ------- | ------------------ | ---------------- | -------------------- |
| Чоловіки | 189     | 35                 | 127              | 27                   |
| Жінки    | 184     | 38                 | 103              | 43                   |
| Разом    | 373     | 73                 | 230              | 70                   |